# Kümmernitztal
Kümmernitztal est une commune allemande de l'arrondissement de Prignitz, Land de Brandebourg.

## Géographie
Kümmernitztal se situe sur la Kümmernitz, un affluent de la Dömnitz. Le Preddöhler Stausee est un lac artificiel de rétention entre les communes de Gerdshagen et de Kümmernitztal.
La commune comprend les quartiers de Buckow, Grabow et Preddöhl.
|          | Marienfließ   | Meyenburg  |
| Triglitz | Kümmernitztal | Gerdshagen |
|          | Pritzwalk     |            |

Kümmernitztal se trouve sur la Bundesautobahn 24.

## Histoire
La commune actuelle est issue de la fusion volontaire des communes de Grabow-Buckow et Preddöhl.
Grabow est mentionné pour la première fois en 1488. Le 18 août 1962, Grabow et Buckow fusionnent pour former Grabow-Buckow.
Preddöhl est mentionné pour la première fois en 1318 sous le nom de Predule. Le village forme un Angerdorf. Des traces d'un ancien château ont été trouvées sur une ferme.

## Personnalités liées à la ville
- Hans von Flotow (1862-1935), diplomate né à Felsenhagen.